# محمية سابالوكا للصيد

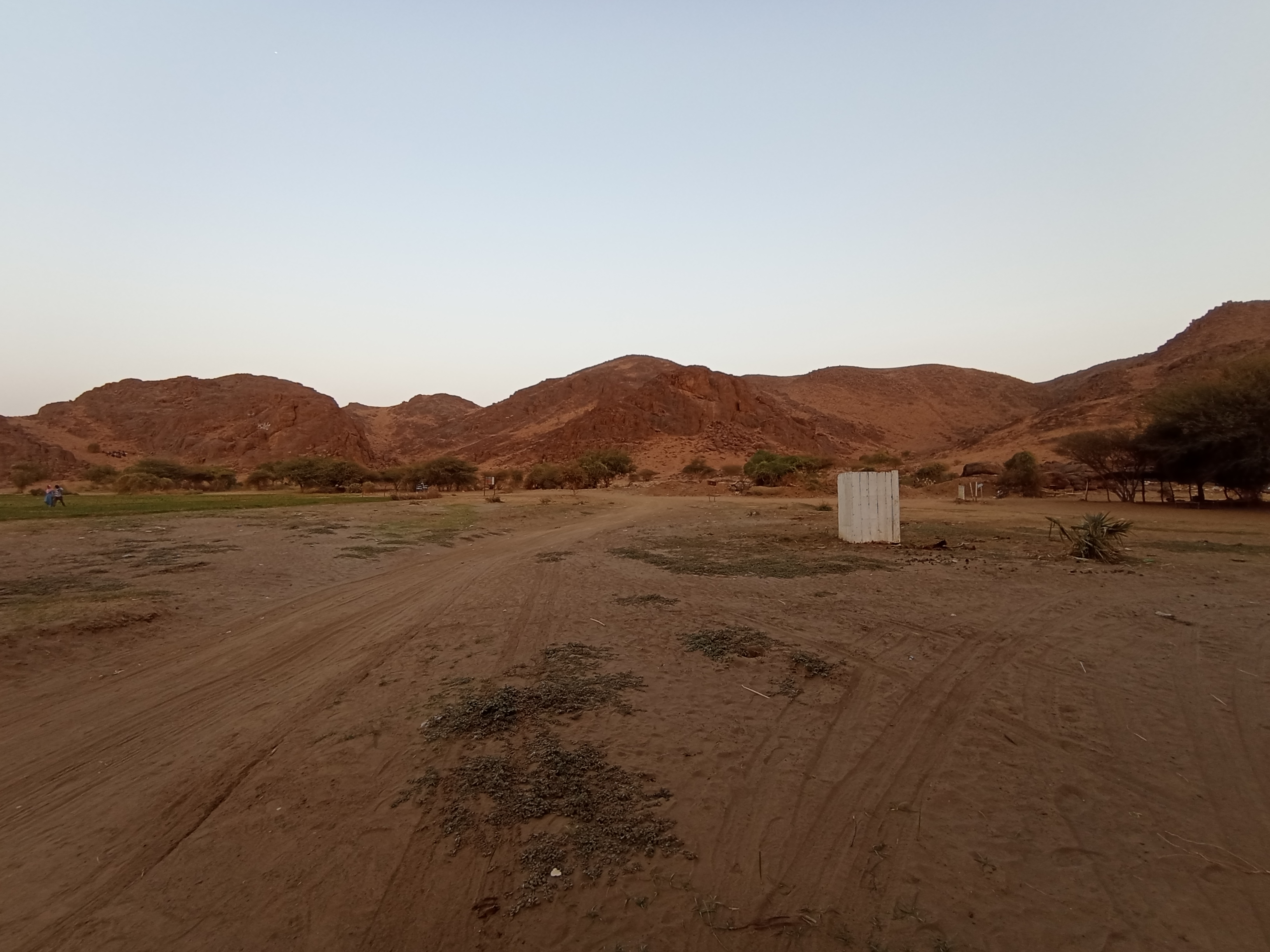
السبلوقة في السودان

منطقة السبلوقة (الشلال السادس)

تقع محمية سابالوكا للصيد في السودان. تأسست في عام 1946. مساحتها 1160 كم 2 .
نتيجة لتغير الظروف المناخية، والإزالة المفرطة للغابات، وصيد الحيوانات البرية، تغيرت الظروف المعيشية في هذه المنطقة بشكل كبير. لقد أصبح اختفاء النباتات واضحًا، واختفت العديد من الحيوانات، وأصبح العديد منها مهددًا بالانقراض.
كان هناك حفريات أثرية في هذه المنطقة في الفترة من 2013 إلى 2015. وقد أدى هذا إلى تحسين الخريطة الأثرية للسودان بشكل كبير ووفر فهمًا لتطور المجتمعات ما قبل التاريخ في منطقة محمية سابالوكا.